# Peter Pörtner
Peter Pörtner (* 1953 in Limburg an der Lahn) ist ein deutscher Japanologe. Er ist Professor i. R. am Japan-Zentrum der Ludwig-Maximilians-Universität München.

## Leben
Nach dem Studium der Ostasienwissenschaften, der Philosophie, der Germanistik und der Musikwissenschaft in Marburg und Tübingen von 1972 bis 1979, während dem er 1978 zusammen mit Claudia Gehrke den Tübinger konkursbuch Verlag gründete, zog Pörtner zunächst nach Japan, wo er bis 1981 an der Universität Tokio studierte und im Anschluss bis 1984 als Lektor an der Fremdsprachenuniversität Osaka (Ōsaka Gaikokugo Daigaku, seit 2007 Fakultät für Auslandswissenschaften der Universität Osaka) arbeitete. Nach der Rückkehr nach Deutschland im selben Jahr war er zunächst als Wissenschaftlicher Mitarbeiter und Hochschulassistent am Seminar für Sprache und Kultur Japans an der Universität Hamburg beschäftigt. An die Promotion mit einer Arbeit über Nishida Kitarōs Über das Gute 1990 schloss sich bereits im folgenden Jahr die Habilitation zum Thema Wahnsinn, Besessenheit und deviantes Verhalten in ausgewählten literarischen und dokumentarischen Texten der japanischen Vormoderne an. 1992 wurde er zum Leiter des Japan-Zentrums der Ludwig-Maximilians-Universität München berufen. Dieses Amt übte er bis 2002 aus; seit April 2019 ist er im Ruhestand.
Pörtner übersetzte mehrere Bücher der japanisch-deutschen Autorin Yōko Tawada ins Deutsche.
Von 1995 bis 1998 war er Vorsitzender der Gesellschaft für Japanforschung.

## Schriften (Auswahl)
- Nishida Kitarōs Zen-no-kenkyū ("Über das Gute"). Gesellschaft für Natur- und Völkerkunde Ostasiens, Hamburg 1990, ISBN 3-928463-45-4.
- (mit Jens Heise): Die Philosophie Japans. Von den Anfängen bis zur Gegenwart (= Kröners Taschenausgabe. Band 431). Kröner, Stuttgart 1995, ISBN 3-520-43101-7.
- Japan: von Buddhas Lächeln zum Design – eine Reise durch 2500 Jahre japanischer Kunst und Kultur. DuMont-Reiseverlag, Ostfildern 2006, ISBN 978-3-7701-4092-3.